# Rhine River Rhinos
Die Rhine River Rhinos sind die Rollstuhlbasketballer des SV Rhinos Wiesbaden e.V., einem Sportverein, der im September 2013 in Wiesbaden gegründet wurde.

## Geschichte
Nachdem die Rhinos in ihrer ersten Saison 2013/2014 ungeschlagen in die zweite Rollstuhlbasketball-Bundesliga aufgestiegen waren, konnte sich das Team in der Saison 2014/2015 den dritten Platz in der zweithöchsten deutschen Spielklasse sichern. Ein Jahr später stiegen die Rhine River Rhinos mit nur einer Niederlage in ihrem dritten Jahr nach der Gründung in die erste Rollstuhlbasketball-Bundesliga (RBBL) auf.